# El derecho de las naciones a la autodeterminación
El derecho de las naciones a la autodeterminación (del ruso: О праве наций на самоопределение) es un artículo escrito de Lenin en febrero-mayo de 1914, publicado en los números 4, 5, y 6 de la revista Просвещение (Prosveschenie, "Instrucción"). Junto con los artículos Sobre el orgullo nacional de los grandes rusos y Notas críticas sobre la cuestión nacional, este artículo propone un programa nacional del partido bolchevique.

## Descripción
Lenin sostiene que las naciones surgen en la época de crisis del feudalismo, cuando es necesaria la "unidad estatal del territorio, con una población que hable la misma lengua". La forma de expresión de la nación es un Estado nación. Por lo tanto, el derecho de las naciones a la autodeterminación es la separación de las "masas nacionales ajenas" y la "construcción de un Estado nación". Lenin introduce una distinción entre la “nación opresora” y la “nación oprimida”, que aún no ha construido un Estado nación, pero que es potencialmente capaz de hacerlo.
En desacuerdo con Rosa Luxemburgo, que había equiparado el derecho de las naciones a la autodeterminación al fomento del nacionalismo burgués, Lenin subraya que el Imperio ruso no es un Estado nación, en cuanto los grandes rusos y los no rusos (es decir, ajenos; en ruso, inorodtsy; véase en:inorodtsy) constituyen partes iguales del Imperio ruso. Y Lenin se refiere a los polacos, rumanos, ucranianos, finlandeses y suecos. En particular, Lenin apoyaba el derecho de los ucranianos y polacos a crear estados nacionales separados de Rusia. La negación del derecho a la autodeterminación amenaza la paz nacional. La expresión perfecta del derecho de las naciones a la autodeterminación, para Lenin, había sido la separación de Noruega de Suecia en 1905.
Sin embargo, Lenin mantuvo la posibilidad de un Estado “variopinto” (multinacional) en la era del capitalismo, cuando tres naciones (“alemanes, húngaros, eslavos”) luchaban por mantener la integridad del Imperio austrohúngaro “en aras de la independencia nacional”.